# Audrey Lefevre
Audrey Lefevre née en 1980 à Saint-Lô, dans la Manche en France est une mannequin de formation et maquilleuse française. 
Installée aux États-Unis, elle s’est forgé une réputation dans le milieu des makeup artists, en travaillant auprès de plusieurs figures politiques de premier plan, notamment des membres des familles des présidents Donald Trump, Joe Biden, George W. Bush et Bill Clinton.

## Biographie
Audrey Lefevre est née en 1980 à Saint-Lô, dans la Manche en France est une mannequin de formation et maquilleuse française. 
Issue du monde du mannequinat, elle s’est reconvertie dans le maquillage professionnel après son installation à Washington DC ou elle accède à des cercles très influents et se distingue par son expertise et sa discrétion. Elle est notamment sollicitée pour maquiller les familles Trump, Biden, Bush et Clinton, soit quatre présidents des États‑Unis.
Au-delà du maquillage, Audrey Lefevre partage son expérience des coulisses du pouvoir, évoquant certains aspects uniques du travail avec des personnalités politiques dans des podcasts et interviews,.